# ワールドヒーローズ 光龍伝
『ワールドヒーローズ 光龍伝』（ワールドヒーローズ こうりゅうでん）は、蜂文太による日本の漫画作品。
格闘ゲームの『ワールドヒーローズ』を元に執筆した作品で、『少年王』（光文社）にて連載されていた。

## 概要
アルファ電子（後のADK）が制作した格闘ゲーム、『ワールドヒーローズ』を元に漫画化されたものであるが、その世界観が主に続編にあたる『ワールドヒーローズ2』に準じているために『ワールドヒーローズ2 光龍伝』と表記されることがあり、連載されていた少年王掲載時にはそのようになっていたが光文社から発売された単行本では『ワールドヒーローズ 光龍伝』で統一されている。
ストーリー後半のごく一部は純粋なシリアス展開になるが、全編にわたってギャグ漫画としてのテイストが強く、主人公のハンゾウはじめ登場キャラクターの多くがちびキャラになったりとギャグを交えながらストーリーが進む。登場キャラクターで唯一最初から最後までギャグテイストを持たなかったのはハデスのみである。しかしながら、戦闘シーンなると臨場感、躍動感溢れる描写で格闘漫画としての体裁を整えている。

## あらすじ
伊賀忍軍の頭主ハンゾウは腕のたつ強い者と闘いたいがために、前回おしくも優勝出来なかったワールドヒーローズに再び参加しようと伊賀の里を出発する。ワールドヒーローズ開催地では前回大会参加者のフウマやジャンヌと再会し、今大会で初めてワールドヒーローズに参加するというリョウコとも対面してハンゾウは死闘の予感に喜ぶ。
だがワールドヒーローズの真の目的とは、世界征服を企む悪の組織ダムドが大会で好成績を残した武闘家を人間兵器としてスカウトするために主催されたものだった。

## 登場人物
ハンゾウ
伊賀忍軍の新頭主。強者との闘いを求めてワールドヒーローズ参加を決意する。
好きな修行や特訓に明け暮れて頭主としての自覚がないがために周囲からは頭主としての力量を疑問視する声があるが、忍術だけを見れば先代頭主よりも上である。空港のあまりの広さに驚いたり男女別になっている現在のトイレの存在を知らなかったりと一般常識に疎いこと、リョウコの胸や尻を見て鼻血を出す漫画表現や彼女の部屋にのぞきに行こうとするところから女性に興味があることが分かる。ダメージを受けてなお相手の強さを認めてうれしそうに笑ったり、誰もが認める強い闘志を持っている。
前回ワールドヒーローズは準決勝でフウマと対戦したが相討ち、2人とも再起不能となり決勝戦に進めず優勝を逃す。優勝を逃した一戦の回想は重要なシーンのはずなのだがハンゾウ、フウマともちびキャラ化してコミカルに描かれている。しかも結果として相討ちとなった決定打は単純なクロスカウンターである。
フウマに乗せられる形ではあるが、リョウコの部屋にのぞきに行くなど当初からリョウコへの好意がハンゾウにあり、中盤以降は試合前にアイコンタクトで激励したり、ギガスによってダメージを受けたリョウコを心配するなど確かな恋愛感情に傾いていく。
リョウコ
若き女子柔道家。女子トイレに入ってきたハンゾウを壁にめり込むほど強く投げつけるなど容赦がない。飛行機がだめと公言してガチガチに固まり、到着時は白目を剥いて完全硬直するような臆病な面も見せる。ハンゾウを物語中盤まで変態と思って距離を置いていたが段々と誤解が解けて、試合前にアイコンタクトで激励するなどハンゾウに対して恋愛感情を見せる。またハンゾウがピンチのときは果敢に相手に向かっていってハンゾウを助けたり、小菊が夜道を1人歩きしようとするところを心配して追いかけたりと心優しい一面も見せ、小菊に「フウマの嫁に」とまで言わしめた。
ギガスの融合砲を受けて白目を剥いて伸びるが軽症ですみ、その後の酒席ではかなり酒癖の悪いところを披露している。
初めて目にするワールドヒーローズ大会の熱戦に見入るなど、ハンゾウと同じく強者と闘いたい欲求は強い。
フウマ
風魔忍軍の若頭。ハンゾウをライバル視している。
空港でナンパしていてワールドヒーローズ開催地への専用チャーター機に乗り遅れ、必殺技の忍法風輪華斬を用いて飛行し開催地まで強引に到達。婆ちゃんっ子で同行してきた小菊には頭が上がらないが、にせリョウコとキスしようとしたところに割り込んだ小菊に後ろから吹き矢で眠らせるなど、決して従順なわけではない。リョウコの部屋にのぞきに行こうとするなどかなりの女好きである。だがジャンヌに対しては言い寄る素振りを見せず、特別な存在としている節がある。ハンゾウとは逆に鍛錬などは嫌い。「天性の素質にあぐらをかいている」と評される。
ジャンヌ
フランス出身の女剣士。前回のワールドヒーローズでは「聖女」と噂になるがリョウコが言うには「悪女」。実際に気性が激しく言葉遣いも決して奇麗ではない。
遠くにある剣を念力で動かすことが出来る。かなり暴力的で、フウマがリョウコの部屋と間違えてジャンヌのシャワーを浴びているところをのぞくと、のぞいていたこと自体には寛容だったがリョウコと間違えていたと分かるといきなりオーラバードを放った。また、フウマがギガスに敗れて立ち上がる力も残っていないことを見破って、なおもギガスと闘おうとするフウマを多少荒っぽく止めるなどツンデレ的な恋愛表現を用いている。
ブロッケン
前回ワールドヒーローズ優勝者。心のないただの機械として生まれたが、闘いの中で感情と戦士としての誇りが生まれる。前回大会でハンゾウとの勝負を望んだが、ハンゾウが不戦敗となり戦えなかったことに不満を覚え、本大会前にストリートファイトを申し込むなど確かな感情を持つ。
ノイエ・ブロッケン
ドイツ語で「新しい」にあたるノイエを冠した新ブロッケン。ダムドに強制改造されて感情のない戦闘機械にされた。
ノイエ・ブロッケンII（ツヴァイ）
ハンゾウに不意打ちしたことを恥じて自爆したかに見えたが、元の体形とは全く別の二頭身として生まれ変わり完全なギャグキャラとなる。
陣内
伊賀忍軍家老。ハンゾウの後見人的な老忍者。
ハンゾウが赤ん坊の頃からハンゾウの世話をしており、頭主としての自覚がないハンゾウに代わり頭主の雑務や金策に従事する。伊賀の里を出てこっそりワールドヒーローズに出場しようとしたハンゾウを止めるために対峙するがあっさり敗北。渋々出場を認めるも優勝賞金が1トンのインゴットと聞いて目の色を変え伊賀忍軍総出でのお供を申し出る。
小菊
フウマのお目付け役にして祖母。ハンゾウに妖婆と恐れられる。陣内とは犬猿の仲である。
仮面の男、神
胴体まですっぽり覆う巨大な仮面を被った不思議な原住民。作品中では仮面の男、神としか紹介されていないがその姿はゲームキャラのマッドマンそのものである。仮面の男と神と名乗るものは同じ仮面をつけているが、仮面の男には仮面外周部分にスクリーントーンが貼ってあるが神は白地、神には仮面の頭部分に耳のようなものがあるが仮面の男にはない。仮面の男の登場時はハンゾウとフウマに物の怪と恐れられたが、ワールドヒーローズ参加者向けのホテルでハンゾウに食べ物を貰ったことに恩義を感じてギガスに敗れたハンゾウたちの修行の手助けを神に頼む。
ギガス
大会運営委員となりワールドヒーローズ参加者の動向を窺ったり、フウマと手合わせしたいがためににせリョウコになってフウマを連れ出したりする。相手の能力をコピーするギガスの能力を知らなかったとはいえ一度はハンゾウに勝利し、修行によってパワーアップしたはずのリョウコに融合砲で勝利する。
ハデス
ワールドヒーローズの主催者。ワールドヒーローズ2JETのボスキャラクターであるゼウスを兄と呼ぶ。

## 技一覧
ワールドヒーローズ 光龍伝で登場する架空の武術。常用漢字の読みとは異なるものも作中に則した読みを記す。
また、原作ゲームのワールドヒーローズの技とは異なっていても漫画に則した表現を記す。
- ハンゾウ
  - 光龍破（こうりゅうは） - 剣を下から上にアッパーカット気味に振り上げる。龍のエフェクトがバックに描かれる。
  - 烈光斬（れっこうざん） - 剣を振ることで前面に十字の衝撃波を出す。
  - イズナ斬り（いずなぎり） - 上に跳んで下にいる敵に体ごと刀を振り落とす
  - 光輪渦斬（こうりんかざん） - 体全体を高速回転しながら相手にタックル。
  - 奥義梵天閃光陣（おうぎぼんてんせんこうじん） - 龍のエフェクトを全身にまとっての連続斬り込み。
- リョウコ
  - 首切り投げ（くびきりなげ） - 相手の正面から喉元を掴んで振り落とす。
  - 飛燕拳（ひえんけん） - 腕を前面で交差して高みからのタックル。
  - 二段背負い投げ（にだんせおいなげ） - 背負いで相手を空中に飛ばし、空中で再び背負い投げて地面に叩きつける。
  - 真戊殺掌（しんぼさつしょう） - 前面に衝撃波を出す。
- フウマ
  - 炎龍破（えんりゅうは） - ハンゾウの光龍破に酷似。
  - 烈風斬（れっぷうざん） - ハンゾウの烈光斬に酷似。
  - 風輪華斬（ふうりんかざん） - ハンゾウの光輪渦斬に酷似。
- ジャンヌ
  - オーラバード - 剣を振り下ろすことで鳥のエフェクトともに衝撃波を出す。
  - ジャスティスソード - 剣が蛇腹剣に変化して攻撃する。
  - ファイヤーバード - 下から上に向けて体ごと突き上げる。
- ブロッケン
  - ジャーマンミサイル - 膝頭が開いてミサイルを発射する。
  - スパークサンダー - 相手を掴んだ状態で手の平から電撃を出す。
  - アイアンカッター - 腕に刃を生やして飛ばすロケットパンチ。
- 陣内
  - 岩砕喝撃放（がんさいかつげきほう） - 合唱して気をためることで筋肉を増大させる。
  - 岩砕槍（がんさいそう） - 両手を広げて頭から突っ込む。
  - 伊賀忍法槍破（いがにんぽうそうは） - 両手から繰り出す衝撃波。
- 小菊
  - 風魔忍法鳴波砲（ふうまにんぽうめいはほう） - 口から繰り出す衝撃波。
- ギガス
  - 融合砲（ゆうごうほう） - 体のいたるところから発射できる強力な衝撃波。
- ハデス
  - 超弩級壊砲（ぎがすまっしゃー） - 前面で両腕をクロスさせてからの裏拳。
  - 超弩級剛拳（めがとんぱんち） - パンチ。
  - 三連装光子擲弾砲（らいとにんぐぐれねーど） - 肩から球状の光弾を出す。

## サブタイトル
伝記
1. ワールドヒーローズ開催!
2. あなたはだ〜れ!?
3. フウマ見参!!!!
4. ムフフでござる
5. VS (バーサス) ブロッケン
6. 逆転の一撃!!
7. ギガス登場!
8. 真夜中の死闘
9. 修行でござる
10. 苦難の道の向こうには
11. ブロッケン 再び!!
12. 明かされた陰謀
13. 戦慄のネオ・ギガス
14. ネオ・ギガスを倒せ!
15. 決戦、そして…!!

## 単行本
少年王コミックス（光文社）より発行。すでに絶版となっている。
1. 1995年6月発行（ISBN 4-334-80271-0）
2. 1996年4月発行（ISBN 4-334-80318-0）
3. 1997年4月発行（ISBN 4-334-80368-7）